# Une robe pour Mrs. Harris
Pour l'adaptation de 1992, voir Tous les rêves sont permis.
Pour plus de détails, voir Fiche technique et Distribution.
Une robe pour Mrs. Harris (Mrs. Harris Goes to Paris) est un film britannico-franco-hongrois réalisé par Anthony Fabian, sorti en 2022.
Il s'agit de l'adaptation du roman britannique Mrs. Harris Goes to Paris de Paul Gallico, publié en 1958.
Une précédente adaptation avait été diffusée à la télévision en 1992 : Tous les rêves sont permis.

## Synopsis
En 1957, dans le Londres de l’après-guerre, Ada Harris (jouée par Lesley Manville) gagne sa vie en faisant des ménages. Si elle mène une vie très solitaire depuis la disparition de son mari Eddie, elle n’est pas femme à se plaindre ni à s’appesantir sur son sort, étant soutenue par son amie Violet.
Un jour, elle, qui se croyait les pieds bien ancrés dans la réalité, est tout à coup submergée par une vague de rêve et d’émerveillement, quand elle découvre une magnifique robe signée Dior, nonchalamment accrochée dans la chambre de Lady Dant, une de ses riches clientes.
Elle se surprend alors à penser qu’une si belle œuvre d’art, si pure, si éthérée, ne peut que changer la vie de quiconque la possède et se met alors à essayer de financer un voyage à Paris, pour y acheter sa robe Dior à elle. Elle changera alors la vie de tous ceux qu'elle rencontrera là-bas...

## Fiche technique
Sauf indication contraire, les informations mentionnées dans cette section peuvent être confirmées par la base de données cinématographiques IMDb,  présente dans la section « Liens externes ».
- Titre original : Mrs. Harris Goes to Paris
- Titre français et québécois : Une robe pour Mrs. Harris
- Titre hongrois : Mrs. Harris Párizsba megy
- Réalisation : Anthony Fabian (en)
- Scénario : Carroll Cartwright, Anthony Fabian, Olivia Hetreed et Keith Thompson, d'après le roman Mrs. Harris Goes to Paris de Paul Gallico
- Musique : Rael Jones (en)
- Décors : Luciana Arrighi
- Costumes : Jenny Beavan
- Photographie : Felix Wiedemann
- Montage : Barney Pilling
- Production : Guillaume Benski, Anthony Fabian et Xavier Marchand
- Production déléguée : Philippe Carcassonne, Ilda Diffley, Jen Gorton, Rima Horton, Lesley Manville et Beata Saboova
- Production associée : Daniele Alfano, Alejandro Duque et Daisy Gilbert
- Coproduction : Jonathan Halperyn, Jane Hooks et Daniel Kresmery
- Sociétés de production : Moonriver Content, Elysian Films (Royaume-Uni), Superbe Films (France) et Hero Squared (Hongrie)[1]
- Sociétés de distribution : Universal Pictures UK (Royaume-Uni)[4], Universal Pictures France[5], UIP-Duna Film (Hongrie)[6]
- Budget : 13 millions de dollars[7]
- Pays de production:  Royaume-Uni /  France /  Hongrie[1]
- Langues originales : anglais, français
- Format : couleur — 2,35:1
- Genre : comédie dramatique
- Durée : 116 minutes
- Dates de sortie :
  - Québec : 15 juillet 2022[8]
  - Royaume-Uni : 30 septembre 2022
  - Hongrie : 20 octobre 2022
  - France : 2 novembre 2022

## Distribution
- Lesley Manville (VF : Annie Le Youdec ; VQ : Johanne Garneau) : Ada Harris
- Isabelle Huppert (VF : elle-même ; VQ : elle-même): Claudine Colbert
- Lambert Wilson (VF : lui-même ; VQ : lui-même) : Marquis Hippolyte de Chassagne
- Alba Baptista (VF : Charlotte Hervieux ; VQ : Kim Jalabert) : Natasha
- Lucas Bravo (VF : lui-même ; VQ : Adrien Bletton) : André Fauvel
- Ellen Thomas (en) (VF : Pascale Vital ; VQ : Chantal Baril) : Violet Butterfield
- Rose Williams (VF : Adeline Chetail ; VQ : Dominique Laniel) : Pamela Penrose
- Jason Isaacs (VF : François Raison ; VQ : Jacques Lavallée) : Archie
- Anna Chancellor (VQ : Élise Bertrand) : Lady Dant
- Christian McKay (VF : Guillaume Lebon) : Giles Newcombe
- Freddie Fox (VF : Martin Loizillon) : l'officier de la Royal Air Force
- Guilaine Londez (VF : elle-même) : Madame Avallon
- Philippe Bertin (VF : lui-même) : Christian Dior
- Roxane Duran (VF : elle-même) : Marguerite
- Dorottya Ilosvai : Mathilde Avallon

 Source et légende : version française (VF) sur RS Doublage et Doublage.qc.ca.

## Production

### Développement et attribution des rôles
En octobre 2020, Lesley Manville, Isabelle Huppert, Jason Isaacs, Lambert Wilson, Alba Baptista et Lucas Bravo sont choisis pour le film, avec Anthony Fabian, en tant que réalisateur et producteur, et il a écrit le scénario avec Caroll Cartwright, Olivia Hetreed et Keith Thompson, adapté du roman britannique Mrs. 'Arris Goes to Paris de Paul Gallico. Lesley Manville en est productrice déléguée,.

### Tournage
Le tournage commence en octobre 2020. Il a lieu à Budapest (Hongrie) pendant 40 jours, avant de se déplacer à Londres (Royaume-Uni) et Paris (France).

### Musique
La musique du film est composée par Rael Jones, dont la bande originale est sortie le 15 juillet 2022 par le label Back Lot Music :
Liste de pistes
1. Mrs. Harris (1:59)
2. Lucky Day (1:17)
3. In a Flap (0:41)
4. Footloose and Fancy Free (1:20)
5. Bag of Bones (1:48)
6. Chasing Natasha (1:49)
7. 10th Anniversary Collection (2:42)
8. Temptation (2:16)
9. Streets Paved with Broken Dreams (2:13)
10. A Proper Angel (1:45)
11. Tour of Paris (1:06)
12. Toad in the Hole (3:47)
13. A Thousand Apologies (1:11)
14. Late for Fitting (0:59)
15. Making Moonlight (3:05)
16. Lovely, But Not Real (2:02)
17. Premiere (1:42)
18. It’s Called a Strike (2:40)
19. Say Something, Love (1:32)
20. Mrs. Mops (1:36)
21. Peas in a Pod (2:03)
22. Shut Up and Kiss Me (2:40)
23. Being Seen is Everything (3:07)
24. Up in Flames (0:37)
25. The Dream Fades (2:38)
26. From All Your Friends (2:20)
27. Ada On the Stairs (1:47)
28. The Legion Dance (3:10)

Liste de chansons
Quelques chansons sont entendues dans le film, :
- Johnny B. Goode, de Chuck Berry
- Secret Love, de Sammy Fain
- Out of the Blue, de The Royal Philharmonic Orchestra
- On n'oublie rien, de Juliette Gréco
- Changing Trains, de John Dankworth
- Little Bit of Rock, de Lincoln Grounds
- Those Cool Beans, de Lincoln Grounds
- Temptress, de Tim Garland
- Midnight Café, de Michael Craig et Dave James
- A Soft Shoe In, de Colin Sheen, Jamie Talbot et Simon Gardner

## Accueil

### Critiques
Dans le monde anglo-saxon, le site Rotten Tomatoes donne une note de 94 % pour 163 critiques. Le site Metacritic donne une note de 70⁄100 pour 37 critiques.
En France, le site Allociné donne une note de 2,6⁄5, après avoir recensé 12 titres de presse.

### Box-office
| Pays ou région        | Box-office        | Date d'arrêt du box-office | Nombre de semaines |
| --------------------- | ----------------- | -------------------------- | ------------------ |
|                       | 38 711 entrées    | en cours                   | en cours           |
| États-Unis Canada     | 10 370 305 $      | -                          | -                  |
| Total hors États-Unis | +013 400 000, USD | -                          | -                  |
| Total mondial         | +023 770 305, USD | -                          | -                  |

Pour ses premiers jours d'exploitation en France, Une robe pour Mrs. Harris réalise 4 415 entrées, lui permettant de se positionner cinquième du box-office des nouveautés, derrière le film d'Horreur X (6 371) et devant Le Serment de Pamfir. Au bout d'une première semaine d'exploitation, le film ne figure pas dans le top 10 du box-office, mais totalise 38 711 entrées.

## Distinctions

### Récompense
- British Independent Film Awards 2022 : meilleurs costumes pour Jenny Beavan[20]

### Nominations
- Golden Globes 2023 : meilleure actrice dans un film musical ou une comédie pour Lesley Manville[21]
- Oscars 2023 : meilleurs costumes pour Jenny Beavan[réf. nécessaire]